# Główieniec
Główieniec – peryferyjna część Poznania, w osiedlu administracyjnym Antoninek-Zieliniec-Kobylepole, obejmuje głównie tereny leśne. 

## Położenie
Zlokalizowana jest na północ od ulicy Warszawskiej, stanowiącej na tym odcinku drogę krajową nr 92. Na południu graniczy z Antoninkiem, na wschodzie i północy z Zielińcem (poprzez tereny leśne). Częściowo na terenie Główieńca zlokalizowana jest fabryka samochodów Volkswagen Poznań.

## Historia
Osadę założono w latach 1802-1804, po sekularyzacji tych dóbr przez państwo pruskie (uprzednio należały do biskupów poznańskich). Była to wieś kolonizatorów niemieckich z Wirtembergii o nazwie Kolonisten-Etablissements der Kolonie Glowno, nazywana także Kolonie Glowna. Należały doń łąki i pastwiska położone na południe od Głównej i Główieńskich Olędrów, przy drodze łączącej Poznań ze Swarzędzem. Podczas tego etapu kolonizacji założono również kolonie w Kicinie oraz Gortatowie, a we wszystkich łącznie zamieszkało 36 osób (osiem rodzin).
W 1938 założono (obecnie formalnie nieczynny) cmentarz przy ul. Leśnej. Osadę włączono do miasta 1 stycznia 1951. Uprzednio była osiedlem w gromadzie Nowa Wieś, w gminie Swarzędz.

## Toponimia
Nazwy ulic na terenie Główieńca nie stanowią zwartej grupy toponimicznej – np. Poziomkowa, Krośniewicka, Biłgorajska, Główieniec.